# Сен-Жіль (Бельгія)

Сен-Жіль на карті Брюсельського столичного регіону.

Сен-Жіль, також Сінт-Хіліс (нід. Sint-Gillis МФА: [sɪnt ˈçɪlɪs] вимоваⓘ, фр. Saint-Gilles МФА: [sɛ̃ ˈʒil]) — одна з 19 комун Брюссельського столичного регіону. Займає площу 2,52 км ². Населення комуни становить 48439 осіб (2011 рік).

## Назва
Коли село виникло, воно мало назву Superior Bruxella латинською мовою або Obbrus-sel (Op Brussel) місцевим діалектом нідерландської мови, що в перекладі означає «Горішній Брюссель». Таку назву йому дало духівництво абатства Форе, на територіях котрого виникло село. У XVIII столітті абатство створило у селі окрему парафію під назвою Оп-Брюссель-Сен-Жіль (Op-Brussel-Saint-Gilles), що з часом скоротилася до Сен-Жіль французькою або Сінт-Хіліс нідерландською мовою.

## Історія
Сен-Жіль вперше згадується у документах від 1216 року. Село було утворене на територіях абатства Форе. 1298 року Ян ІІ, герцог Брабанту, надав жителям Сен-Жіля ті самі права, які мали жителі навколишніх населених пунктів біля Брюсселю. З початку XIII століття і до середини XVIII століття село разом з деякими іншими селищами входило до складу так званого «брюссельського казана» (фламандською Kuype van Brussel, нід. Kuip van Brussel, фр. Cuve de Bruxelles) — було тісно пов'язане з Брюсселем у адміністративних, судових і податкових питаннях. В той же час у релігійних питаннях село відносилося до великого абатства Форе. У XVIII столітті тут було утворено власну парафію.
З будівництвом другого брюссельського муру і розширенням меж міста Брюссель село стало розташованим впритул до міста Брюссель.
Через численні війни село зазнало кілька руйнувань. 1414 року воно було зруйноване військами Жана Безстрашного, а 1489 року — військами Максиміліана І. 1672 року тут було збудовано фортецю (фр. Fort de Monterey), навпроти Хальської брами другого брюссельського муру. Цей форт відіграв позитивну роль в обороні Брюсселю під час бомбардування його військами Людовика XIV у 1695 році. У 1782 році він був розібраний.
До XIX століття Сен-Жіль залишався переважно сільським населеним пунктом. Найбільшим промисловим підприємством тут була текстильна мануфактура, заснована 1841 року й розташована навпроти Хальських воріт Брюсселю.
У 1864 році від Сен-Жіля до Брюсселя відійшла смуга території для будівництва авеню Луїзи (нід.  Louizalaan , фр.  Avenue Louise ), що з'єднала центральну історичну частину Брюсселя з його південною частиною. Між 1878 й 1884 роками у комуні було збудовано в'язницю в англійському архітектурному стилі часів Тюдорів. Протягом XIX століття представники середнього й заможного класів купували у комуні дешеві ділянки й будували тут свої будинки. У комуні з'явилися широкі вулиці. До 1900 року Сен-Жіль став заможним містом з населенням до 50 тис. жителів, де архітектори будували будинки у стилі модерн для багатих замовників. Тут була майстерня й Віктора Орта.
Багато представників середнього класу наприкінці ХХ століття виїхали з міста у південні й східні комуни Брюссельського столичного регіону, натомість тут поселилося чимало іммігрантів.

## Населення
- 1900 рік — 50000 осіб.[6]

| Рік | 1990  | 1995  | 2000  | 2005  | 2007  | 2008  | 2009  | 2010  | 2011  |
| --- | ----- | ----- | ----- | ----- | ----- | ----- | ----- | ----- | ----- |
| Населення | 43579 | 42663 | 42458 | 43733 | 44767 | 45235 | 45712 | 46981 | 48439 |
| Джерело: Населення Бельгії у 1990—2011 роках. на сайті Головної дирекції статистики і економічної інформації уряду Бельгії. |       |       |       |       |       |       |       |       |       |

У комуні, за даними на 1 січня 2011 року, проживало 48439 чоловік, з яких 26314 людини (54,32 %) були бельгійського походження і 22125 (45,68 %) — іноземцями, з яких 15128 людей походили з країн Євросоюзу, 6997 людей — з інших країн світу. Зі всіх іноземців 140 людей мали статус політичних біженців.
| Алжир | 194   | 208   | 202   | 200   | 203   | н. д. | 217   |
| Бельгія | 24381 | 25751 | 26136 | 26108 | 26312 | 26191 | 26314 |
| Бразилія | 54    | 78    | 97    | 112   | 117   | н. д. | 470   |
| Велика Британія | 362   | 408   | 418   | 375   | 390   | н. д. | 456   |
| Вірменія | н. д. | н. д. | н. д. | н. д. | н. д. | н. д. | 100   |
| Гвінея | н. д. | н. д. | н. д. | н. д. | н. д. | н. д. | 105   |
| Греція | 939   | 899   | 873   | 801   | 762   | 653   | 593   |
| Дем. Респ. Конго (колишній Заїр) | 226   | 256   | 247   | 231   | 245   | н. д. | 364   |
| Еквадор | н. д. | н. д. | н. д. | н. д. | н. д. | н. д. | 537   |
| Індія | 37    | 43    | 45    | 51    | 75    | н. д. | 101   |
| Іспанія | 2412  | 2217  | 2119  | 2049  | 1965  | 1847  | 1763  |
| Італія | 1904  | 1800  | 1780  | 1751  | 1718  | 1654  | 1770  |
| Камерун | 54    | 69    | 71    | 80    | 85    | н. д. | 226   |
| Марокко | 4029  | 3048  | 2916  | 2835  | 2683  | 2439  | 2280  |
| Нідерланди | 218   | 259   | 250   | 236   | 269   | н. д. | 329   |
| Німеччина | 242   | 284   | 311   | 363   | 388   | 442   | 513   |
| Польща | 162   | 390   | 468   | 583   | 792   | 1246  | 1749  |
| Португалія | 2919  | 2804  | 2840  | 2758  | 2705  | 2691  | 2684  |
| Румунія | 29    | 83    | 99    | 139   | 206   | 449   | 738   |
| США | 84    | 99    | 97    | 126   | 123   | н. д. | 163   |
| Туреччина | 232   | 194   | 181   | 170   | 189   | н. д. | 178   |
| Україна | н. д. | н. д. | н. д. | н. д. | н. д. | н. д. | 36    |
| Філіппіни | 158   | 218   | 202   | 178   | 156   | н. д. | 147   |
| Франція | 1919  | 2153  | 2282  | 2226  | 2402  | 2759  | 3788  |
| Швеція | 104   | 132   | 158   | 134   | 124   | н. д. | 151   |
| Інші | 1595  | 2002  | 2105  | 2227  | 2356  | 4864  | 2667  |
| Разом | 42254 | 43395 | 43897 | 43733 | 44265 | 45235 | 48439 |
| Примітки. 1. н. д. — немає данних. 2. В таблиці окрім України представлені лише ті країни, кількість вихідців з яких в населенні комуни становить 100 або більше осіб. |       |       |       |       |       |       |       |